# São Vicente de Aljubarrota
São Vicente de Aljubarrota ist eine ehemalige Gemeinde (Freguesia) im portugiesischen Kreis Alcobaça. In ihr lebten 2404 Einwohner (Stand 30. Juni 2011).

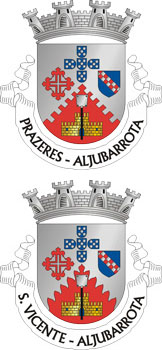
Das Wappen der ehemaligen Freguesia (unten)

Am 29. September 2013 wurden die Freguesias Aljubarrota (Prazeres) und Aljubarrota (São Vicente) zur neuen Freguesia Aljubarrota zusammengefasst.